# Krasnolit
Krasnolit - Краснолит (rus) és un possiólok del krai de Krasnodar, a Rússia. Es troba a les terres baixes de Kuban-Azov, a la riba del riu Sula, a 16 km al nord-oest del centre de Krasnodar, la capital.
Pertany al municipi de Beriózovi.